# Rockwood, Michigan
Rockwood är en ort i Wayne County i delstaten Michigan, USA.